# Szergej Vasziljevics Lukjanyenko
Szergej Vasziljevics Lukjanyenko (Karatau, Kazahsztán, Szovjetunió, 1968. április 11.) orosz sci-fi- és fantasy-író.

## Élete
1968-ban Kazahsztánban született.
1986-ban kezdte orvosi tanulmányait Alma-Atában. 18 éves korában kezdett írással foglalkozni, 1987-ben jelent meg első írása: »Нарушение«. 1992-ben végzett, és terapeutaként kezdett dolgozni.
1990-ben ismerkedett meg a pszichológus Szonyával, akit még ugyanazon év szeptemberében feleségül vett. 1996-ban Moszkvába költöztek. Két gyermekük született (2004) és (2007).
Írói karrierjében az Éjszakai Őrség volt az áttörés, 1998-ban, majd négy folytatása.
Lukjanyenko saját bevallása szerint sokat merített a Sztrugackij fivérektől.

## Művei

### A csillagok-sorozat
- 1997 Звезды – холодные игрушки; Ugrás az űrbe; ford. Weisz Györgyi; Metropolis Media, Bp., 2009 (Galaktika Fantasztikus Könyvek)
- 1998 Звёздная тень; Ugrás az ismeretlenbe; ford. Weisz Györgyi; Metropolis Media, Bp., 2010 (Galaktika Fantasztikus Könyvek)

### Az Őrség-sorozat
- 1998 Ночной дозор;[1] Éjszakai őrség; ford. Thuróczy Gergely; Metropolis Media, Bp., 2007 (Galaktika Fantasztikus Könyvek)[2]
- 2000 Дневной дозор; Szergej Lukjanyenko–Vlagyimir Vasziljev: Nappali őrség; ford. Weisz Györgyi; Metropolis Media, Bp., 2007 (Galaktika Fantasztikus Könyvek)[3]
- 2004 Сумеречный дозор;[4] Alkonyi őrség; ford. Weisz Györgyi; Metropolis Media, Bp., 2008 (Galaktika Fantasztikus Könyvek)
- 2005 Последний дозор; Utolsó őrség; ford. Weisz Györgyi; Metropolis Media, Bp., 2008 (Galaktika Fantasztikus Könyvek)
- 2012 Новый дозор; Új őrség; ford. Weisz Györgyi; Metropolis Media, Bp., 2012 (Galaktika Fantasztikus Könyvek)
- 2014 Шестой Дозор; Egyesült őrség; ford. Egeres Zsuzsanna; Metropolis Media, Bp., 2016 (Galaktika Fantasztikus Könyvek)
- 2014 Школьный Надзор; Szergej Lukjanyenko–Arkagyij Suspanov: Varázsőrség; ford. Weisz Györgyi; Metropolis Media, Bp., 2017 (Galaktika Fantasztikus Könyvek)

### „Kirill”-sorozat
- 2005 Черновик; Világok őre; ford. Weisz Györgyi; Metropolis Media, Bp., 2011 (Galaktika Fantasztikus Könyvek)
- 2007 Чистовик; Őrök világa; ford. Weisz Györgyi; Metropolis Media, Bp., 2012 (Galaktika Fantasztikus Könyvek)

### "Az Ég fürkészei"-sorozat
- 1998 Холодные берега; Igék földje – A vas prófétája; ford. Weisz Györgyi; Metropolis Media, Bp., 2013 (Galaktika Fantasztikus Könyvek)
- 2000 Близится Утро; Igék földje – A vas birodalma; ford. Weisz Györgyi; Metropolis Media, Bp., 2014 (Galaktika Fantasztikus Könyvek)

### Egyéb
- A profi; in: Galaktika 205., XXVIII/2007 ápr.; Metropolis Media Group, Bp., 2007
- A döntés; in: Galaktika 225., XXIX/2008 dec.; Metropolis Media Group, Bp., 2008
- Mint férfi a férfival; in: Kétszázadik. 24 fantasztikus novella; ford. Kornél E. Milka; Metropolis Media Group, Bp., 2009 (Galaktika Fantasztikus Könyvek)
- Apró Őrség; in: Galaktika 269., XXXIII/2012 aug.; Metropolis Media Group, Bp., 2012
- Más őrség / Szergej Lukjanyenko: Apró őrség / Vitalij Kaplan: Másféle a Másfélék között / Vitalij Kaplan: A korona; ford. Weisz Györgyi; Metropolis Media, Bp., 2014 (Galaktika Fantasztikus Könyvek)
- Újévi Őrség; in: Galaktika 310., XXXVII/2016 jan.; Metropolis Media Group, Bp., 2016
- Konkurensek; ford. Weisz Györgyi; Metropolis Media, Bp., 2018 (Galaktika Fantasztikus Könyvek)

### Összegyűjtött novellák
- A szabadság íze; ford. Egri Zsuzsa; Metropolis Media, Bp., 2020 (Galaktika Fantasztikus Könyvek)
- A varázsló utolsó éjszakája; ford. Egri Zsuzsa; Metropolis Media, Bp., 2021 (Galaktika Fantasztikus Könyvek)

## Film-adaptációk
- Részletek az Éjszakai őrség c. filmből
- Részletek a Nappali őrség c. filmből[halott link]

## Elismerései, díjai
1990 és 2017 között több mint 25 díjban részesült.
- Sztart-díj (1993) Atomálom
- Interpresszkon (1996), a legjobb novella díja
- Aelita-díj (1999)
- Gold RosCon (2001), a 2000-es év legjobb könyvének díja Vlagyimir Vasziljevvel közösen (Nappali őrség)
- Corine – Nemzetközi Könyvdíj[6] (2007)
- Kurd-Laßwitz-díj – Legjobb külföldi regény (2008)
- Német Fantasy-díj (2010), a legjobb nemzetközi regény (Negyven sziget lovagjai)